# Routes provinciales de Taïwan

Réseau de routes provinciales de Taïwan.

Les routes provinciales de Taïwan (chinois traditionnel : 臺灣省道 ; chinois simplifié : 台湾省道 ; pinyin : Táiwān shěngdào ; zhuyin : ㄊㄞˊ ㄨㄢ ㄕㄥˇ ㄉㄠˋ) sont un réseau de 98 routes pour automobiles couvrant l'ensemble de l'île de Taïwan. Ce réseau est composé de 16 autoroutes et 82 routes publiques.